# Jean-Jacques Marcel
Jean-Jacques Marcel, född 13 juni 1931 i Brignoles, död 3 oktober 2014, var en fransk fotbollsspelare. Under sin karriär spelade han bland annat för Sochaux, Marseille och RC Paris. Han var även delaktig i Frankrikes landslag, där han gjorde 44 landskamper och spelade i VM 1954, VM 1958 samt EM 1960.

## Meriter
Frankrike
- VM-brons: 1958